# Bedford TA
Bedford TA a fost un camion produs de Bedford Vehicles din 1953 până în 1958. Aproximativ 989.000 de unități ale camionului au fost vândute în întreaga lume. Camionul a înlocuit modelul Chevrolet Advance Design în Europa, dar a folosit un design similar al cabinei. Camionul a fost înlocuit de camionul Bedford TJ. Camionul a folosit șasiul camioanelor Chevrolet Advance Design, care au fost produse local, în ciuda opririi producției americane inițiale în 1956.

## Istoric
Chevrolet Advance Design a fost lansat în Europa între 1949 și 1953, vândând aproximativ 30.000 de unități acolo, dar producția a încetat pentru a fi construit un înlocuitor construit local. Noul camion a fost Bedford TA care a folosit sculele de la camioanele Chevrolet Advance Design pe care le-a înlocuit. Noul camion a devenit rapid foarte popular deoarece europenii doreau un vehicul similar cu camioanele Advance Design.
În 1958, camionul a fost înlocuit de Bedford TJ, care era foarte popular, în special pe piețele de export și era identic mecanic cu predecesorul său. Motorul lui Bedford TA a fost preluat de Chevrolet Advance Design, la fel ca multe alte lucruri din acel camion. Camionul a fost, de asemenea, exportat în Chile, România și Grecia și unde a fost relativ popular cu aproximativ 98.000 de vânzări la export, în 1957 camionul a primit frâne noi pentru a-l face puțin mai sigur.